# Б'юна-Віста Тауншип (Нью-Джерсі)
Б'юна-Віста Тауншип (англ. Buena Vista Township) — селище (англ. township) в США, в окрузі Атлантик штату Нью-Джерсі. Населення — 7033 особи (2020).

## Демографія
Згідно з переписом 2010 року, у селищі мешкало 7570 осіб у 2786 домогосподарствах у складі 2019 родин. Було 3008 помешкань
Расовий склад населення:
| - 78,2 % — білих - 13,4 % — чорних або афроамериканців - 1,1 % — азіатів - 0,5 % — корінних американців - 4,1 % — осіб інших рас |

До двох чи більше рас належало 2,7 %. Частка іспаномовних становила 11,5 % від усіх жителів.
За віковим діапазоном населення розподілялося таким чином: 22,9 % — особи молодші 18 років, 60,7 % — особи у віці 18—64 років, 16,4 % — особи у віці 65 років та старші. Медіана віку мешканця становила 42,1 року. На 100 осіб жіночої статі у селищі припадало 95,0 чоловіків;  на 100 жінок у віці від 18 років та старших — 91,8 чоловіків також старших 18 років.
Середній дохід на одне домашнє господарство  становив 65 072 долари США (медіана — 50 421), а середній дохід на одну сім'ю — 77 388 доларів (медіана — 55 372). Медіана доходів становила 50 686 доларів для чоловіків та 42 688 доларів для жінок. За межею бідності перебувало 17,5 % осіб, у тому числі 28,9 % дітей у віці до 18 років та 14,3 % осіб у віці 65 років та старших.
Цивільне працевлаштоване населення становило 3155 осіб. Основні галузі зайнятості: освіта, охорона здоров'я та соціальна допомога — 23,9 %, виробництво — 13,9 %, науковці, спеціалісти, менеджери — 13,5 %.